# Вател (филм)
„Вател“ (на английски: Vatel) е историческа драма от 2000 година на режисьора Ролан Жофе.

## Сюжет
Внимание:  Текстът по-долу разкрива сюжета на произведението (или части от него)!
През 1671 г. Франция се готви за война с Нидерландия. За ролята на главнокомандващ Луи XIV иска да назначи най-добрия командир на кралството принц Конде, но всемогъщият финансов министър Колбер има друг кандидат за този пост и затова плете интриги срещу Конде. Принцът, някога смел военачалник, сега е безнадеждно стар и силно измъчван от подагра. Назначаването му за главнокомандващ е последният шанс за Конде да си върне позицията в кралския двор и да подобри финансите си, тъй като принцът отдавна е разорен и живее на кредит.
Кралят решава да направи тридневно посещение в имението Конде в Шантили, където въз основа на резултатите от приема ще бъде решено кой ще ръководи армията на Франция. За да устои на влиянието на Колбер, приемът трябва да бъде наистина луксозен и да впечатли краля, затова принцът привлича своя мениджър, който знае как да организира театрални представления, и личния кулинарен специалист Вател да организират тридневна почивка.
Първият празничен ден е страхотен: четири хранения на 25 маси с пет ястия и театрални представления. Всичко това прави много благоприятно впечатление на Луи XIV и той печели Вател на карти от Конде, за да контролира Версай. Но Вател има мощен противник – маркиз Лозен. Той е влюбен в Ана дьо Монтозие, новата фаворитка на краля, но Ана демонстративно отхвърля маркиза и се влюбва във Вател, който отговаря на чувствата ѝ. Ана прекарва нощта при Вател, но след това трябва да си легне с Лозен, който покрива отсъствието ѝ пред краля.
Възниква неочакван конфликт с Вател и с принц Филип, роден брат на краля. Разпуснатият принц Филип, любител на млади момчета, се опитва да привлече един кухненски помощник в своя „харем“, но Вател решително и смело защитава младия си слуга. Това печели уважението на принца и той се превръща от враг в приятел и покровител на Вател и затова, когато слугите на маркиз Лозен устройват засада на Вател, искайки да го пребият до смърт, Вател е спасен от придворните на принц Филип.
Вторият ден от празника заплашва да се превърне в катастрофа: по време на вечерята красиви лампи трябва да горят на масите, но докато са транспортирани на колички, цялото крехко стъкло е счупено. Въпреки това на Вател хрумва идеята да направи лампи от тикви и това отново радва краля и неговия антураж.
Трагедията се случва в последния празничен ден. Поради силни бури не са доставени риба и раци за последната вечеря, оформена в „морски“ стил, и Вател, не искайки да види собствения си срам и унищожаването на надеждите на принц Конде, се самоубива. По зла ирония на съдбата обаче няколко часа след смъртта му в замъка на принца пристигат множество фургони с риба и помощникът на Вател устройва финалния пир с блясък.

## Актьорски състав
| Актьор           | Роля                                                      |
| ---------------- | --------------------------------------------------------- |
| Жерар Депардийо  | Франсоа Вател                                             |
| Ума Търман       | графиня Ана дьо Монтозие – една от любовниците на Луи XIV |
| Тим Рот          | маркиз дьо Лозен – един от приближените на Луи XIV        |
| Тимъти Спол      | Жан Еро Гурвил – френски финансов авантюрист              |
| Джулиан Глоувър  | Луи II дьо Конде                                          |
| Джулиън Сендс    | Луи XIV                                                   |
| Мъри Лаклан Йънг | Филип I Орлеански                                         |
| Хайуел Бенет     | Жан-Батист Колбер                                         |
| Ричард Грифитс   | Пиер Бурдело – известен френски лекар и свободомислещ     |
| Ариел Домбасъл   | Клер-Клеманс дьо Майе – съпруга на принц Луи II дьо Конде |
| Марин Делтерм    | Франсоаз-Атенаис, мадам дьо Монтеспан                     |
| Жером Прадон     | маркиз Ефиа                                               |
| Феодор Аткин     | Алкалет                                                   |
| Натали Серда     | Мария-Тереза Испанска                                     |
| Емили Оана       | Луиза дьо Ла Валиер                                       |
| Себастиан Дейвис | Демори                                                    |
| Луис Бюстин      | Мартин                                                    |
| Винсънт Грас     | бащата на Мартин                                          |

## Неточности
Този филм, чието действие се развива през 1671 г., съдържа редица исторически, музикални и литературни неточности:
- По време на фойерверките в Шантили оркестърът свири „Музика за кралските фойерверки“ от Хендел, който е роден през 1685 г. и е композирал тази музика през 1749 г.
- В една от сцените солистът пее „Свят храме, тих престой“. Това е откъс от операта „Иполит и Ариция“ от Жан-Филип Рамо, който е роден през 1683 г. и е композирал тази музика през 1733 г.
- По време на пиршеството пред краля се изпълнява арията „A incontrar nove corone“ от ораторията „Абсалон“ на Джовани Паоло Колона, написана през 1684 г.
- Когато придворните на брата на краля яздят върху декора, изобразяващ кит, те рецитират стихове от трагедията „Федра“ на Жан Расин, написана от него през 1677 г.
- Антонен Номпар дьо Комон никога не е имал титлата маркиз дьо Лозен: през 1671 г. той е известен като маркиз дьо Пюгилем и става херцог (не маркиз) дьо Лозен през 1692 г.
- Съпругата на принца на Конде не можа да присъства на тържествата, показани във филма, тъй като няколко месеца по-рано, през януари 1671 г., принцът на Конде я изпраща на село, всъщност в изгнание, след скандал, предизвикан от принцесата заради афера с нейния камериер.
- Във филма херцогът и херцогинята на Лонгвил са показани като млада двойка, въпреки че в действителност херцогът вече е починал през 1671 г., а херцогинята е на 52 години. Освен това, въпреки че е сестра на принца на Конде, херцогинята е в немилост след рухването на Фрондата и е държана далеч от кралския двор.

## Награди и номинации
| Категория                                                | Номиниран(и)            | Резултат                |
| Оскар (25 март 2001 г.)                                  | Оскар (25 март 2001 г.) | Оскар (25 март 2001 г.) |
| -------------------------------------------------------- | ----------------------- | ----------------------- |
| Оскар за най-добри декори                                | филм „Вател“            | номинация               |
| Сезар (2001 г.)                                          |                         |                         |
| Най-добри декори                                         | Жан Рабас               | награда                 |
| Най-добри костюми                                        | Ивон Сасино Де Нел      | номинация               |
| Международен филмов фестивал Camerimage в Лодз (2001 г.) |                         |                         |
| „Сребърна жаба“ (най-добър оператор)                     | Робърт Фрес             | награда                 |